# Saint-Auban

Saint-Auban este o comună în departamentul Alpes-Maritimes din sud-estul Franței. În 1 ianuarie 2022 avea o populație de 204 de locuitori.